# فريد الإسفراييني
فريد الإسفراييني (توفي بعد عام 1264) شاعر فارسي من القرن الثالث عشر، خدم في بلاط السلغوريين في شيراز.